# Midnite
Midnite é uma banda de Reggae, originária da ilha de St. Croix nas Ilhas Virgens Americanas.
O som da banda acompanha o tradicional "Reggae Roots" da Jamaica, da década de 1970. As composições da banda são caracterizadas pelo estilo "chant and call", que dá a sua música um intenso sentimento Rastafari. As músicas são geralmente focadas nos males da opressão, nas falhas inerentes dos ajustes políticos, econômicos e sociais numa escala global, e na salvação da humanidade através do Amor e da Expansão da Consciência. O Grupo é responsável por uma gigante discografia,uma das maiores do Reggae.

## História
A banda foi fundada pelos irmãos Vaughn (vocal) e Ron (contrabaixo) Benjamin, e tocam desde 1989. Gravaram Ras Mek Peace (Before Reverb and Without Delay), nomeado assim por ter sido gravado ao vivo com apenas dois microfones, num quarto em Washington, por volta dos anos 1990. Ao retornarem para St. Croix, tocaram com músicos locais e gravaram em seu estúdio, African Roots Lab. Steel Pulse, Barrington Levy, Hugh Masekela, e Gladys Knight & the Pipscolabora são alguns dos nomes que, freqüentemente, dividiram o palco com Midnite, sem contar suas colaborações com artistas do African Roots Lab, como Dezarie e Ikahba.
Desde o retorno às Ilhas Virgens, o nome Midnite tornou-se na maior parte associado com o vocalista Vaughn Benjamin e os registros da banda raramente como uma unidade. A maioria com Vaughn nos vocais e um grupo de colaboradores tocando ou produzindo.
Faleceu em 4 de novembro de 2019.

## Discografia
- Unpolished (1997)
- Ras Mek Peace (1999)
- Jubilees of Zion (2000)
- Nemozian Rasta with Dezarie and I Grade (2001)
- Seek Knowledge Before Vengeance (2002)
- Weep Not Va (2002)
- Assini with I Grade (2002)
- Geoman" with Branch I (2002)
- Intense Pressure (2002)
- Cipheraw with Branch I (2003)
- Vijan with I Grade (2003)
- He is Jah with Branch I (2003)
- Project III" with Branch I (2004)
- Scheme a Things (2004)
- Full Cup with Ras L (2004)
- Ainshant Maps (2004)
- Let Live with I Grade (2005)
- Jah Grid with I Grade (2006)
- Current with Mystic Vision (2006)
- Thru & True with Ras L (2006)
- New 1000 with Mystic Vision (2006)
- Suns of Atom with Lion Tribe (2006)
- Aneed with Groundbreaking (2007)
- Better World Rasta with Rastar (2007)
- Bless Go Round with Higher Bound (2007)
- Infinite Quality with Lustre Kings (2007)
- Rule the Time with I Grade (2007)
- For All with Youssoupha Sidibe (2008)
- Kayamagan with Desmond Williams (2008)
- Maschaana with Natural Vibes (2008)
- Live 94117  (2008)
- New Name with Various Artits (2008)
- Standing Ground with Lion Tribe (2008)
- Supplication to H.I.M. with Rastar (2008)
- Infinite Dub with Lustre Kings (2008)
- Ina Now (2009)
- Ark A Law (2010)
- Momentum (2010)
- What Makes A King (2010)
- Treasure (2010)
- Kings Bell (2011)
- Anthology (2011)
- Standing Ground Dub (2011)
- The Way (2011)
- Children Of Jah (2012)
- In Awe (2012)
- Free Indeed (2012)
- Children Of Jah Dubs (2013)
- Be Strong (2013)
- Lion Out Of Zion (2014)
- Beauty For Ashes (2014)